# Huîtrier de Moquin
Haematopus moquini
Espèce
Statut de conservation UICN

 LC  : Préoccupation mineure
L'Huîtrier de Moquin (Haematopus moquini) est une espèce de limicoles appartenant à la famille des Haematopodidae.
Son nom commémore le naturaliste français Alfred Moquin-Tandon (1804-1863).